# Saison 2024-2025 des Cavaliers de Cleveland
La saison 2024-2025 des Cavaliers de Cleveland est la 55e saison de la franchise en NBA.
Le 5 mars, les Cavaliers se qualifient pour les playoffs après leur victoire contre le Heat de Miami (112-107).
Le 11 mars, ils sont assurés de terminer premier de la Division Centrale après leur victoire contre les Nets de Brooklyn (109-104).
Le 13 mai, ils sont éliminés par les Pacers de l'Indiana en demi-finale de conférence des playoffs (1-4) après avoir battu le Heat de Miami au premier tour (4-0).

## Draft
| Tour | Choix | Joueur       | Poste | Nationalité | Provenance                    |
| ---- | ----- | ------------ | ----- | ----------- | ----------------------------- |
| 1    | 20    | Jaylon Tyson | SF    | États-Unis  | Golden Bears de la Californie |

## Matchs

### Summer League
| Summer League Total: 2-3 |

| Match | Date match | Équipe       | Score    | Meilleur marqueur     | Meilleur rebondeur | Meilleur passeur     | Lieux Spectateurs      | Série |
| ----- | ---------- | ------------ | -------- | --------------------- | ------------------ | -------------------- | ---------------------- | ----- |
| 1     | 12 juillet | Orlando      | D 79-106 | Emoni Bates (20)      | Jaylon Tyson (8)   | Darius Brown (6)     | Cox Pavilion 0         | 0 - 1 |
| 2     | 14 juillet | Milwaukee    | V 112-81 | Emoni Bates (18)      | Travers, Tyson (7) | Craig Porter Jr. (6) | Cox Pavilion 0         | 1 - 1 |
| 3     | 17 juillet | Golden State | D 85-96  | Craig Porter Jr. (14) | Pete Nance (8)     | Jaylon Tyson (4)     | Cox Pavilion 0         | 1 - 2 |
| 4     | 18 juillet | L.A. Lakers  | D 89-93  | Jaylon Tyson (21)     | Jaylon Tyson (11)  | Jaylon Tyson (9)     | Thomas & Mack Center 0 | 1 - 3 |
| 5     | 20 juillet | Indiana      | V 100-93 | Jaylon Tyson (23)     | Pete Nance (8)     | Darius Brown (5)     | Thomas & Mack Center 0 | 2 - 3 |

### Pré-saison
| Pré-saison Total: 0-4 (Domicile : 0-2; Extérieur : 0-2) |

| Match | Date match | Équipe    | Score          | Meilleur marqueur  | Meilleur rebondeur | Meilleur passeur        | Lieux Spectateurs                 | Série |
| ----- | ---------- | --------- | -------------- | ------------------ | ------------------ | ----------------------- | --------------------------------- | ----- |
| 1     | 8 octobre  | Chicago   | D 112-116      | Evan Mobley (19)   | Jaylon Tyson (7)   | Garland, Porter Jr. (5) | Rocket Mortgage FieldHouse 0      | 0 - 1 |
| 2     | 10 octobre | Indiana   | D 117-129      | Ty Jerome (15)     | Trois joueurs (6)  | Ty Jerome (8)           | Rocket Mortgage FieldHouse 16 019 | 0 - 2 |
| 3     | 16 octobre | @ Détroit | D 92-108       | Jarrett Allen (19) | Jarrett Allen (8)  | Caris LeVert (6)        | Little Caesars Arena 8 411        | 0 - 3 |
| 4     | 18 octobre | @ Chicago | D 137-139 (OT) | Jarrett Allen (25) | Jarrett Allen (16) | Evan Mobley (8)         | United Center 18 704              | 0 - 4 |

### Saison régulière
| Saison régulière Total: 64-18 (Domicile : 34-7; Extérieur : 30-11) |

| Match | Date match | Équipe       | Score     | Meilleur marqueur     | Meilleur rebondeur | Meilleur passeur      | Lieux Spectateurs                 | Série |
| ----- | ---------- | ------------ | --------- | --------------------- | ------------------ | --------------------- | --------------------------------- | ----- |
| 1     | 23 octobre | @ Toronto    | V 136-106 | Evan Mobley (25)      | Evan Mobley (9)    | Garland, Jerome (6)   | Scotiabank Arena 19 800           | 1 - 0 |
| 2     | 25 octobre | Détroit      | V 113-101 | Mitchell, Wade (19)   | Jarrett Allen (11) | Darius Garland (6)    | Rocket Mortgage FieldHouse 19 432 | 2 - 0 |
| 3     | 26 octobre | @ Washington | V 135-116 | Donovan Mitchell (30) | Evan Mobley (13)   | Garland, Mitchell (5) | Capital One Arena 15 156          | 3 - 0 |
| 4     | 28 octobre | @ New York   | V 110-104 | Darius Garland (34)   | Jarrett Allen (15) | Donovan Mitchell (5)  | Madison Square Garden 19 812      | 4 - 0 |
| 5     | 30 octobre | L.A. Lakers  | V 134-110 | Evan Mobley (25)      | Jarrett Allen (17) | Darius Garland (10)   | Rocket Mortgage FieldHouse 19 432 | 5 - 0 |

| Match                                  | Date match   | Équipe                | Score     | Meilleur marqueur     | Meilleur rebondeur    | Meilleur passeur      | Lieux Spectateurs                 | Série  |
| -------------------------------------- | ------------ | --------------------- | --------- | --------------------- | --------------------- | --------------------- | --------------------------------- | ------ |
| 6                                      | 1er novembre | Orlando               | V 120-109 | Darius Garland (25)   | Evan Mobley (12)      | Caris LeVert (7)      | Rocket Mortgage FieldHouse 19 432 | 6 - 0  |
| 7                                      | 2 novembre   | @ Milwaukee           | V 114-113 | Donovan Mitchell (30) | Jarrett Allen (12)    | Darius Garland (10)   | Fiserv Forum 17 341               | 7 - 0  |
| 8                                      | 4 novembre   | Milwaukee             | V 116-114 | Darius Garland (39)   | Jarrett Allen (15)    | Darius Garland (8)    | Rocket Mortgage FieldHouse 19 432 | 8 - 0  |
| 9                                      | 6 novembre   | @ La Nouvelle-Orléans | V 131-122 | Donovan Mitchell (29) | Jarrett Allen (14)    | Darius Garland (9)    | Smoothie King Center 15 694       | 9 - 0  |
| 10                                     | 8 novembre   | Golden State          | V 136-117 | Darius Garland (27)   | Jarrett Allen (12)    | Darius Garland (6)    | Rocket Mortgage FieldHouse 19 432 | 10 - 0 |
| 11                                     | 9 novembre   | Brooklyn              | V 105-100 | Evan Mobley (23)      | Evan Mobley (16)      | Garland, LeVert (6)   | Rocket Mortgage FieldHouse 19 432 | 11 - 0 |
| 12                                     | 11 novembre  | @ Chicago             | V 119-113 | Donovan Mitchell (36) | Evan Mobley (11)      | Ty Jerome (6)         | United Center 20 560              | 12 - 0 |
| 13                                     | 13 novembre  | @ Philadelphie        | V 114-106 | Darius Garland (25)   | Donovan Mitchell (13) | Donovan Mitchell (9)  | Wells Fargo Center 19 777         | 13 - 0 |
| 14                                     | 15 novembre  | Chicago*              | V 144-126 | Donovan Mitchell (37) | Jarrett Allen (10)    | Darius Garland (9)    | Rocket Mortgage FieldHouse 19 432 | 14 - 0 |
| 15                                     | 17 novembre  | Charlotte             | V 128-114 | Darius Garland (25)   | Jarrett Allen (15)    | Darius Garland (12)   | Rocket Mortgage FieldHouse 19 432 | 15 - 0 |
| 16                                     | 19 novembre  | @ Boston*             | D 117-120 | Donovan Mitchell (35) | Allen, Mobley (11)    | Darius Garland (7)    | TD Garden 19 156                  | 15 - 1 |
| 17                                     | 20 novembre  | La Nouvelle-Orléans   | V 128-100 | Ty Jerome (29)        | Allen, Tyson (11)     | Porter Jr., Tyson (7) | Rocket Mortgage FieldHouse 19 432 | 16 - 1 |
| 18                                     | 24 novembre  | Toronto               | V 122-108 | Jerome, Mitchell (26) | Jarrett Allen (13)    | Garland, Jerome (6)   | Rocket Mortgage FieldHouse 19 432 | 17 - 1 |
| 19                                     | 27 novembre  | Atlanta               | D 124-135 | Donovan Mitchell (30) | Evan Mobley (12)      | Garland, Mitchell (7) | Rocket Mortgage FieldHouse 19 432 | 17 - 2 |
| 20                                     | 29 novembre  | @ Atlanta*            | D 101-117 | Darius Garland (29)   | Evan Mobley (12)      | Donovan Mitchell (6)  | State Farm Arena 17 881           | 17 - 3 |
| *Matchs comptant pour la NBA Cup 2024. |              |                       |           |                       |                       |                       |                                   |        |

| Match                                  | Date match   | Équipe         | Score     | Meilleur marqueur     | Meilleur rebondeur | Meilleur passeur     | Lieux Spectateurs                 | Série  |
| -------------------------------------- | ------------ | -------------- | --------- | --------------------- | ------------------ | -------------------- | --------------------------------- | ------ |
| 21                                     | 1er décembre | Boston         | V 115-111 | Donovan Mitchell (35) | Allen, Mobley (10) | Darius Garland (8)   | Rocket Mortgage FieldHouse 19 432 | 18 - 3 |
| 22                                     | 3 décembre   | Washington*    | V 118-87  | Mitchell, Mobley (19) | Evan Mobley (10)   | Donovan Mitchell (7) | Rocket Mortgage FieldHouse 19 432 | 19 - 3 |
| 23                                     | 5 décembre   | Denver         | V 126-114 | Donovan Mitchell (28) | Jarrett Allen (15) | Trois joueurs (6)    | Rocket Mortgage FieldHouse 19 432 | 20 - 3 |
| 24                                     | 7 décembre   | @ Charlotte    | V 116-102 | Evan Mobley (41)      | Allen, Mobley (10) | Donovan Mitchell (8) | Spectrum Center 18 832            | 21 - 3 |
| 25                                     | 8 décembre   | @ Miami        | D 113-122 | Darius Garland (23)   | Dean Wade (8)      | Ty Jerome (6)        | Kaseya Center 19 600              | 21 - 4 |
| 26                                     | 13 décembre  | Washington     | V 115-105 | Darius Garland (24)   | Jarrett Allen (11) | Darius Garland (8)   | Rocket Mortgage FieldHouse 19 432 | 22 - 4 |
| 27                                     | 16 décembre  | @ Brooklyn     | V 130-101 | Evan Mobley (21)      | Georges Niang (9)  | Garland, Jerome (6)  | Barclays Center 16 588            | 23 - 4 |
| 28                                     | 20 décembre  | Milwaukee      | V 124-101 | Donovan Mitchell (27) | Jarrett Allen (10) | Donovan Mitchell (6) | Rocket Mortgage FieldHouse 19 432 | 24 - 4 |
| 29                                     | 21 décembre  | Philadelphie   | V 126-99  | Darius Garland (26)   | Evan Mobley (13)   | Evan Mobley (7)      | Rocket Mortgage FieldHouse 19 432 | 25 - 4 |
| 30                                     | 23 décembre  | Utah           | V 124-113 | Darius Garland (23)   | Evan Mobley (10)   | Darius Garland (8)   | Rocket Mortgage FieldHouse 19 432 | 26 - 4 |
| 31                                     | 27 décembre  | @ Denver       | V 149-135 | Evan Mobley (26)      | Jarrett Allen (10) | Darius Garland (7)   | Ball Arena 19 952                 | 27 - 4 |
| 32                                     | 30 décembre  | @ Golden State | V 113-95  | Darius Garland (25)   | Dean Wade (13)     | Darius Garland (8)   | Chase Center 18 064               | 28 - 4 |
| 33                                     | 31 décembre  | @ L.A. Lakers  | V 122-110 | Jarrett Allen (27)    | Jarrett Allen (14) | Darius Garland (14)  | Crypto.com Arena 18 997           | 29 - 4 |
| *Matchs comptant pour la NBA Cup 2024. |              |                |           |                       |                    |                      |                                   |        |

| Match | Date match | Équipe          | Score     | Meilleur marqueur     | Meilleur rebondeur  | Meilleur passeur      | Lieux Spectateurs                 | Série  |
| ----- | ---------- | --------------- | --------- | --------------------- | ------------------- | --------------------- | --------------------------------- | ------ |
| 34    | 3 janvier  | @ Dallas        | V 134-122 | Evan Mobley (34)      | Evan Mobley (10)    | Darius Garland (9)    | American Airlines Center 20 231   | 30 - 4 |
| 35    | 5 janvier  | Charlotte       | V 115-105 | Darius Garland (25)   | Jarrett Allen (11)  | Caris LeVert (6)      | Rocket Mortgage FieldHouse 19 432 | 31 - 4 |
| 36    | 8 janvier  | Oklahoma City   | V 129-122 | Jarrett Allen (25)    | Jarrett Allen (11)  | Garland, Mobley (7)   | Rocket Mortgage FieldHouse 19 432 | 32 - 4 |
| 37    | 9 janvier  | Toronto         | V 132-126 | Darius Garland (40)   | Jarrett Allen (15)  | Darius Garland (9)    | Rocket Mortgage FieldHouse 19 432 | 33 - 4 |
| 38    | 12 janvier | Indiana         | D 93-108  | Darius Garland (20)   | Evan Mobley (12)    | Darius Garland (7)    | Rocket Mortgage FieldHouse 19 432 | 33 - 5 |
| 39    | 14 janvier | @ Indiana       | V 127-117 | Donovan Mitchell (35) | Evan Mobley (13)    | Garland, LeVert (7)   | Gainbridge Fieldhouse 16 035      | 34 - 5 |
| 40    | 16 janvier | @ Oklahoma City | D 114-134 | Darius Garland (20)   | Allen, Thompson (7) | Darius Garland (9)    | Paycom Center 18 203              | 34 - 6 |
| 41    | 18 janvier | @ Minnesota     | V 124-117 | Donovan Mitchell (36) | Georges Niang (10)  | Donovan Mitchell (7)  | Target Center 18 978              | 35 - 6 |
| 42    | 20 janvier | Phoenix         | V 118-92  | Donovan Mitchell (33) | Jarrett Allen (11)  | Darius Garland (7)    | Rocket Mortgage FieldHouse 19 432 | 36 - 6 |
| 43    | 22 janvier | @ Houston       | D 108-109 | Darius Garland (26)   | Jarrett Allen (13)  | Garland, Strus (5)    | Toyota Center 16 719              | 36 - 7 |
| 44    | 24 janvier | @ Philadelphie  | D 129-132 | Donovan Mitchell (37) | Jarrett Allen (10)  | Garland, Mitchell (7) | Wells Fargo Center 19 760         | 36 - 8 |
| 45    | 25 janvier | Houston         | D 131-135 | Darius Garland (39)   | Max Strus (9)       | Darius Garland (9)    | Rocket Mortgage FieldHouse 19 432 | 36 - 9 |
| 46    | 27 janvier | Détroit         | V 110-91  | Darius Garland (22)   | Evan Mobley (14)    | Darius Garland (7)    | Rocket Mortgage FieldHouse 19 432 | 37 - 9 |
| 47    | 29 janvier | @ Miami         | V 126-106 | Donovan Mitchell (34) | Evan Mobley (15)    | Ty Jerome (7)         | Kaseya Center 19 600              | 38 - 9 |
| 48    | 30 janvier | Atlanta         | V 137-115 | Darius Garland (26)   | Jarrett Allen (15)  | Darius Garland (7)    | Rocket Mortgage FieldHouse 19 432 | 39 - 9 |

| Match                  | Date match | Équipe       | Score     | Meilleur marqueur     | Meilleur rebondeur | Meilleur passeur         | Lieux Spectateurs                 | Série   |
| ---------------------- | ---------- | ------------ | --------- | --------------------- | ------------------ | ------------------------ | --------------------------------- | ------- |
| 49                     | 2 février  | Dallas       | V 144-101 | Sam Merrill (27)      | Evan Mobley (11)   | Darius Garland (10)      | Rocket Mortgage FieldHouse 19 432 | 40 - 9  |
| 50                     | 4 février  | Boston       | D 105-112 | Donovan Mitchell (31) | Jarrett Allen (18) | Donovan Mitchell (6)     | Rocket Mortgage FieldHouse 19 432 | 40 - 10 |
| 51                     | 5 février  | @ Détroit    | V 118-115 | Evan Mobley (30)      | Jarrett Allen (13) | Evan Mobley (7)          | Little Caesars Arena 18 734       | 41 - 10 |
| 52                     | 7 février  | @ Washington | V 134-124 | Donovan Mitchell (33) | Jarrett Allen (12) | Trois joueurs (5)        | Capital One Arena 20 385          | 42 - 10 |
| 53                     | 10 février | Minnesota    | V 128-107 | Evan Mobley (28)      | Jarrett Allen (13) | Donovan Mitchell (8)     | Rocket Mortgage FieldHouse 19 432 | 43 - 10 |
| 54                     | 12 février | @ Toronto    | V 131-108 | Donovan Mitchell (21) | Evan Mobley (15)   | Darius Garland (8)       | Scotiabank Arena 16 549           | 44 - 10 |
| NBA All-Star Game 2025 |            |              |           |                       |                    |                          |                                   |         |
| 55                     | 20 février | @ Brooklyn   | V 110-97  | Donovan Mitchell (26) | Jarrett Allen (20) | Darius Garland (9)       | Barclays Center 17 926            | 45 - 10 |
| 56                     | 21 février | New York     | V 142-105 | Donovan Mitchell (27) | Evan Mobley (8)    | Max Strus (8)            | Rocket Arena 19 432               | 46 - 10 |
| 57                     | 23 février | Memphis      | V 129-123 | Donovan Mitchell (33) | Evan Mobley (13)   | Evan Mobley (8)          | Rocket Arena 19 432               | 47 - 10 |
| 58                     | 25 février | @ Orlando    | V 122-82  | Ty Jerome (20)        | Evan Mobley (8)    | Porter Jr., Mitchell (5) | Kia Center 18 846                 | 48 - 10 |
| 59                     | 28 février | @ Boston     | V 123-116 | Donovan Mitchell (41) | Evan Mobley (12)   | Darius Garland (7)       | TD Garden 19 156                  | 49 - 10 |

| Match | Date match | Équipe          | Score          | Meilleur marqueur     | Meilleur rebondeur   | Meilleur passeur      | Lieux Spectateurs           | Série   |
| ----- | ---------- | --------------- | -------------- | --------------------- | -------------------- | --------------------- | --------------------------- | ------- |
| 60    | 2 mars     | Portland        | V 133-129 (OT) | De'Andre Hunter (32)  | Jarrett Allen (10)   | Darius Garland (7)    | Rocket Arena 19 432         | 50 - 10 |
| 61    | 4 mars     | @ Chicago       | V 139-117      | Donovan Mitchell (28) | Jarrett Allen (17)   | Darius Garland (7)    | United Center 20 943        | 51 - 10 |
| 62    | 5 mars     | Miami           | V 112-107      | Donovan Mitchell (26) | Evan Mobley (13)     | Darius Garland (10)   | Rocket Arena 19 432         | 52 - 10 |
| 63    | 7 mars     | @ Charlotte     | V 118-117      | Donovan Mitchell (24) | Jarrett Allen (11)   | Hunter, Mobley (4)    | Spectrum Center 19 296      | 53 - 10 |
| 64    | 9 mars     | @ Milwaukee     | V 112-100      | Donovan Mitchell (15) | Max Strus (9)        | Donovan Mitchell (6)  | Fiserv Forum 17 355         | 54 - 10 |
| 65    | 11 mars    | Brooklyn        | V 109-104      | Darius Garland (30)   | Jarrett Allen (13)   | Darius Garland (8)    | Rocket Arena 19 432         | 55 - 10 |
| 66    | 14 mars    | @ Memphis       | V 133-124      | Evan Mobley (22)      | Evan Mobley (11)     | Darius Garland (9)    | FedExForum 17 051           | 56 - 10 |
| 67    | 16 mars    | Orlando         | D 103-108      | Donovan Mitchell (23) | Jarrett Allen (12)   | Mitchell, Strus (5)   | Rocket Arena 19 432         | 56 - 11 |
| 68    | 18 mars    | @ L.A. Clippers | D 119-132      | Max Strus (24)        | Jarrett Allen (8)    | Donovan Mitchell (11) | Intuit Dome 17 927          | 56 - 12 |
| 69    | 19 mars    | @ Sacramento    | D 119-123      | Evan Mobley (31)      | Evan Mobley (10)     | Ty Jerome (6)         | Golden 1 Center 15 919      | 56 - 13 |
| 70    | 21 mars    | @ Phoenix       | D 112-123      | Darius Garland (18)   | Evan Mobley (12)     | Darius Garland (6)    | PHX Arena 17 071            | 56 - 14 |
| 71    | 23 mars    | @ Utah          | V 120-91       | Jarrett Allen (18)    | Evan Mobley (11)     | Sam Merrill (5)       | Delta Center 18 175         | 57 - 14 |
| 72    | 25 mars    | @ Portland      | V 122-111      | Darius Garland (27)   | Evan Mobley (12)     | Darius Garland (8)    | Moda Center 19 335          | 58 - 14 |
| 73    | 27 mars    | San Antonio     | V 124-116      | Jarrett Allen (29)    | Jarrett Allen (15)   | Donovan Mitchell (14) | Rocket Arena 19 432         | 59 - 14 |
| 74    | 28 mars    | @ Détroit       | D 122-133      | Donovan Mitchell (38) | Evan Mobley (6)      | Darius Garland (6)    | Little Caesars Arena 20 062 | 59 - 15 |
| 75    | 30 mars    | L.A. Clippers   | V 127-122      | Jarrett Allen (25)    | Allen, Mitchell (12) | Garland, Mitchell (7) | Rocket Arena 19 432         | 60 - 15 |

| Match | Date match | Équipe        | Score           | Meilleur marqueur     | Meilleur rebondeur    | Meilleur passeur      | Lieux Spectateurs            | Série   |
| ----- | ---------- | ------------- | --------------- | --------------------- | --------------------- | --------------------- | ---------------------------- | ------- |
| 76    | 2 avril    | New York      | V 124-105       | Donovan Mitchell (27) | Jarrett Allen (8)     | Darius Garland (6)    | Rocket Arena 19 432          | 61 - 15 |
| 77    | 4 avril    | @ San Antonio | V 114-113       | Donovan Mitchell (26) | Evan Mobley (12)      | Garland, Mitchell (7) | Frost Bank Center 17 819     | 62 - 15 |
| 78    | 6 avril    | Sacramento    | D 113-120       | Ty Jerome (20)        | Evan Mobley (9)       | Garland, Strus (7)    | Rocket Arena 19 432          | 62 - 16 |
| 79    | 8 avril    | Chicago       | V 135-113       | Darius Garland (28)   | Evan Mobley (12)      | Evan Mobley (7)       | Rocket Arena 19 432          | 63 - 16 |
| 80    | 10 avril   | @ Indiana     | D 112-114       | Ty Jerome (24)        | Tristan Thompson (12) | Ty Jerome (6)         | Gainbridge Fieldhouse 17 020 | 63 - 17 |
| 81    | 11 avril   | @ New York    | V 108-102       | Darius Garland (26)   | Jarrett Allen (13)    | Darius Garland (13)   | Madison Square Garden 19 812 | 64 - 17 |
| 82    | 13 avril   | Indiana       | D 118-126 (2OT) | Jaylon Tyson (31)     | Tristan Thompson (20) | Craig Porter Jr. (5)  | Rocket Arena 19 432          | 64 - 18 |

### Playoffs
| Playoffs Total: 5-4 (Domicile : 2-3; Extérieur : 3-1) |

| Match | Date match | Équipe  | Score     | Meilleur marqueur     | Meilleur rebondeur | Meilleur passeur     | Lieux Spectateurs    | Série |
| ----- | ---------- | ------- | --------- | --------------------- | ------------------ | -------------------- | -------------------- | ----- |
| 1     | 20 avril   | Miami   | V 121-100 | Donovan Mitchell (30) | Jarrett Allen (11) | Darius Garland (5)   | Rocket Arena 19 432  | 1 - 0 |
| 2     | 23 avril   | Miami   | V 121-112 | Donovan Mitchell (30) | Jarrett Allen (8)  | Darius Garland (9)   | Rocket Arena 19 432  | 2 - 0 |
| 3     | 26 avril   | @ Miami | V 124-87  | Jarrett Allen (22)    | Jarrett Allen (10) | Ty Jerome (11)       | Kaseya Center 19 600 | 3 - 0 |
| 4     | 28 avril   | @ Miami | V 138-83  | Donovan Mitchell (22) | Jarrett Allen (12) | Jerome, Mitchell (5) | Kaseya Center 19 600 | 4 - 0 |

| Match | Date match | Équipe    | Score     | Meilleur marqueur     | Meilleur rebondeur  | Meilleur passeur     | Lieux Spectateurs            | Série |
| ----- | ---------- | --------- | --------- | --------------------- | ------------------- | -------------------- | ---------------------------- | ----- |
| 1     | 4 mai      | Indiana   | D 112-121 | Donovan Mitchell (33) | Evan Mobley (10)    | Ty Jerome (8)        | Rocket Arena 19 432          | 0 - 1 |
| 2     | 6 mai      | Indiana   | D 119-120 | Donovan Mitchell (49) | Jarrett Allen (12)  | Donovan Mitchell (9) | Rocket Arena 19 432          | 0 - 2 |
| 3     | 9 mai      | @ Indiana | V 126-104 | Donovan Mitchell (43) | Evan Mobley (13)    | Max Strus (7)        | Gainbridge Fieldhouse 17 274 | 1 - 2 |
| 4     | 11 mai     | @ Indiana | D 109-129 | Darius Garland (21)   | Strus, Thompson (6) | Darius Garland (6)   | Gainbridge Fieldhouse 17 274 | 1 - 3 |
| 5     | 13 mai     | Indiana   | D 105-114 | Donovan Mitchell (35) | Evan Mobley (11)    | Darius Garland (3)   | Rocket Arena 19 432          | 1 - 4 |

### Confrontations en saison régulière
| Conférence Est      | Conférence Est                             | Conférence Est                             | Conférence Est                             | Conférence Est                             | Conférence Ouest                           | Conférence Ouest                           | Conférence Ouest                           |
| Division Atlantique | Division Atlantique                        | Division Atlantique                        | Division Atlantique                        | Division Atlantique                        | Division Nord-Ouest                        | Division Nord-Ouest                        | Division Nord-Ouest                        |
| Équipe              | Domicile                                   | Domicile                                   | Extérieur                                  | Extérieur                                  | Équipe                                     | Domicile                                   | Extérieur                                  |
| ------------------- | ------------------------------------------ | ------------------------------------------ | ------------------------------------------ | ------------------------------------------ | ------------------------------------------ | ------------------------------------------ | ------------------------------------------ |
| Boston              | 115-111                                    | 105-112                                    | 117-120                                    | 123-116                                    | Denver                                     | 126-114                                    | 149-135                                    |
| Brooklyn            | 105-100                                    | 109-104                                    | 130-101                                    | 110-97                                     | Minnesota                                  | 128-107                                    | 124-117                                    |
| New York            | 142-105                                    | 124-105                                    | 110-104                                    | 108-102                                    | Oklahoma City                              | 129-122                                    | 114-134                                    |
| Philadelphie        | 126-99                                     |                                            | 114-106                                    | 129-132                                    | Portland                                   | 133-129 (OT)                               | 122-111                                    |
| Toronto             | 122-108                                    | 132-126                                    | 136-106                                    | 131-108                                    | Utah                                       | 124-113                                    | 120-91                                     |
| Division            | 16–3 (Domicile : 8–1; Extérieur : 8–2)     | 16–3 (Domicile : 8–1; Extérieur : 8–2)     | 16–3 (Domicile : 8–1; Extérieur : 8–2)     | 16–3 (Domicile : 8–1; Extérieur : 8–2)     | Division                                   | 9–1 (Domicile : 5–0; Extérieur : 4–1)      | 9–1 (Domicile : 5–0; Extérieur : 4–1)      |
| Division Centrale   | Division Centrale                          | Division Centrale                          | Division Centrale                          | Division Centrale                          | Division Pacifique                         | Division Pacifique                         | Division Pacifique                         |
| Équipe              | Domicile                                   | Domicile                                   | Extérieur                                  | Extérieur                                  | Équipe                                     | Domicile                                   | Extérieur                                  |
| Chicago             | 144-126                                    | 135-113                                    | 119-113                                    | 139-117                                    | Golden State                               | 136-117                                    | 113-95                                     |
|                     |                                            |                                            |                                            |                                            | L.A. Clippers                              | 127-122                                    | 119-132                                    |
| Détroit             | 113-101                                    | 110-91                                     | 118-115                                    | 122-133                                    | L.A. Lakers                                | 134-110                                    | 122-110                                    |
| Indiana             | 93-108                                     | 118-126 (2OT)                              | 127-117                                    | 112-114                                    | Phoenix                                    | 118-92                                     | 112-123                                    |
| Milwaukee           | 116-114                                    | 124-101                                    | 114-113                                    | 112-100                                    | Sacramento                                 | 113-120                                    | 119-123                                    |
| Division            | 12–4 (Domicile : 6–2; Extérieur : 6–2)     | 12–4 (Domicile : 6–2; Extérieur : 6–2)     | 12–4 (Domicile : 6–2; Extérieur : 6–2)     | 12–4 (Domicile : 6–2; Extérieur : 6–2)     | Division                                   | 6–4 (Domicile : 4–1; Extérieur : 2–3)      | 6–4 (Domicile : 4–1; Extérieur : 2–3)      |
| Division Sud-Est    | Division Sud-Est                           | Division Sud-Est                           | Division Sud-Est                           | Division Sud-Est                           | Division Sud-Ouest                         | Division Sud-Ouest                         | Division Sud-Ouest                         |
| Équipe              | Domicile                                   | Domicile                                   | Extérieur                                  | Extérieur                                  | Équipe                                     | Domicile                                   | Extérieur                                  |
| Atlanta             | 124-135                                    | 137-115                                    | 101-117                                    |                                            | Dallas                                     | 144-101                                    | 134-122                                    |
| Charlotte           | 128-114                                    | 115-105                                    | 116-102                                    | 118-117                                    | Houston                                    | 131-135                                    | 108-109                                    |
| Miami               | 112-107                                    |                                            | 113-122                                    | 126-106                                    | Memphis                                    | 129-123                                    | 133-124                                    |
| Orlando             | 120-109                                    | 103-108                                    | 122-82                                     |                                            | New Orleans                                | 128-100                                    | 131-122                                    |
| Washington          | 118-87                                     | 115-105                                    | 135-116                                    | 134-124                                    | San Antonio                                | 124-116                                    | 114-113                                    |
| Division            | 13–4 (Domicile : 7–2; Extérieur : 6–2)     | 13–4 (Domicile : 7–2; Extérieur : 6–2)     | 13–4 (Domicile : 7–2; Extérieur : 6–2)     | 13–4 (Domicile : 7–2; Extérieur : 6–2)     | Division                                   | 8–2 (Domicile : 4-1; Extérieur : 4–1)      | 8–2 (Domicile : 4-1; Extérieur : 4–1)      |
| Conférence          | 41–11 (Domicile : 21–5; Extérieur : 20–6)  | 41–11 (Domicile : 21–5; Extérieur : 20–6)  | 41–11 (Domicile : 21–5; Extérieur : 20–6)  | 41–11 (Domicile : 21–5; Extérieur : 20–6)  | Conférence                                 | 23–7 (Domicile : 13–2; Extérieur : 10–5)   | 23–7 (Domicile : 13–2; Extérieur : 10–5)   |
| Total               | 64–18 (Domicile : 34–7; Extérieur : 30–11) | 64–18 (Domicile : 34–7; Extérieur : 30–11) | 64–18 (Domicile : 34–7; Extérieur : 30–11) | 64–18 (Domicile : 34–7; Extérieur : 30–11) | 64–18 (Domicile : 34–7; Extérieur : 30–11) | 64–18 (Domicile : 34–7; Extérieur : 30–11) | 64–18 (Domicile : 34–7; Extérieur : 30–11) |

## Classements

### Saison régulière
| Conférence Est | Conférence Est             | Conférence Est | Conférence Est | Conférence Est | Conférence Est | Conférence Est | Conférence Est |
| No             | Franchise                  | Vic.           | Déf.           | MJ             | V/D            | GB             |                |
| -------------- | -------------------------- | -------------- | -------------- | -------------- | -------------- | -------------- | -------------- |
| 1              | Cavaliers de Cleveland - c | 64             | 18             | 82             | .780           | –              |                |
| 2              | Celtics de Boston - y      | 61             | 21             | 82             | .744           | 3              |                |
| 3              | Knicks de New York - x     | 51             | 31             | 82             | .622           | 13             |                |
| 4              | Pacers de l'Indiana - x    | 50             | 32             | 82             | .610           | 14             |                |
| 5              | Bucks de Milwaukee - x     | 48             | 34             | 82             | .585           | 16             |                |
| 6              | Pistons de Détroit - x     | 44             | 38             | 82             | .537           | 20             |                |
|                |                            |                |                |                |                |                |                |
| 7              | Magic d'Orlando - y        | 41             | 41             | 82             | .500           | 23             |                |
| 8              | Hawks d'Atlanta - pi       | 40             | 42             | 82             | .488           | 24             |                |
| 9              | Bulls de Chicago - pi      | 39             | 43             | 82             | .476           | 25             |                |
| 10             | Heat de Miami - x          | 37             | 45             | 82             | .451           | 27             |                |
|                |                            |                |                |                |                |                |                |
| 11             | Raptors de Toronto - o     | 30             | 52             | 82             | .366           | 34             |                |
| 12             | Nets de Brooklyn - o       | 26             | 56             | 82             | .317           | 38             |                |
| 13             | 76ers de Philadelphie - o  | 24             | 58             | 82             | .293           | 40             |                |
| 14             | Hornets de Charlotte - o   | 19             | 63             | 82             | .232           | 45             |                |
| 15             | Wizards de Washington - o  | 18             | 64             | 82             | .220           | 46             |                |

| Division Centrale          | V  | D  | MJ | V/D  | GB | Dom   | Ext   | Neu | Div  |
| -------------------------- | -- | -- | -- | ---- | -- | ----- | ----- | --- | ---- |
| Cavaliers de Cleveland - c | 64 | 18 | 82 | .780 | –  | 34-7  | 30-11 | 0-0 | 12-4 |
| Pacers de l'Indiana - x    | 50 | 32 | 82 | .610 | 14 | 29-11 | 20-20 | 1-1 | 10-6 |
| Bucks de Milwaukee - x     | 48 | 34 | 82 | .585 | 16 | 27-14 | 20-20 | 1-0 | 9-7  |
| Pistons de Détroit - x     | 44 | 38 | 82 | .537 | 20 | 22-19 | 22-19 | 0-0 | 5-11 |
| Bulls de Chicago - pi      | 39 | 43 | 82 | .476 | 25 | 18-23 | 21-20 | 0-0 | 4-12 |

### NBA In-Season Tournament
| Rang | Équipe                 | %    | J | G | P | Pp  | Pc  | Diff |
| ---- | ---------------------- | ---- | - | - | - | --- | --- | ---- |
| 1    | Hawks d'Atlanta        | .750 | 4 | 3 | 1 | 485 | 470 | 15   |
| 2    | Celtics de Boston      | .750 | 4 | 3 | 1 | 482 | 459 | 23   |
| 3    | Cavaliers de Cleveland | .500 | 4 | 2 | 2 | 480 | 450 | 30   |
| 4    | Bulls de Chicago       | .500 | 4 | 2 | 2 | 518 | 512 | 6    |
| 5    | Wizards de Washington  | .000 | 4 | 0 | 4 | 408 | 482 | -74  |

|  | Quarts de finale                     | Quarts de finale                 | Quarts de finale                 | Quarts de finale                 |                         |                         | Demi-finales                     | Demi-finales                     | Demi-finales                     | Demi-finales                     |  |  | Finale                           | Finale                           | Finale                           | Finale                           |
|  |                                      |                                  |                                  |                                  |                         |                         |                                  |                                  |                                  |                                  |  |  |                                  |                                  |                                  |                                  |
|  | 10 décembre 2024 – Milwaukee, WI     | 10 décembre 2024 – Milwaukee, WI | 10 décembre 2024 – Milwaukee, WI | 10 décembre 2024 – Milwaukee, WI |                         |                         | 14 décembre 2024 – Las Vegas, NV | 14 décembre 2024 – Las Vegas, NV | 14 décembre 2024 – Las Vegas, NV | 14 décembre 2024 – Las Vegas, NV |  |  | 17 décembre 2024 – Las Vegas, NV | 17 décembre 2024 – Las Vegas, NV | 17 décembre 2024 – Las Vegas, NV | 17 décembre 2024 – Las Vegas, NV |
|  | 10 décembre 2024 – Milwaukee, WI     | 10 décembre 2024 – Milwaukee, WI | 10 décembre 2024 – Milwaukee, WI | 10 décembre 2024 – Milwaukee, WI |                         |                         | 14 décembre 2024 – Las Vegas, NV | 14 décembre 2024 – Las Vegas, NV | 14 décembre 2024 – Las Vegas, NV | 14 décembre 2024 – Las Vegas, NV |  |  | 17 décembre 2024 – Las Vegas, NV | 17 décembre 2024 – Las Vegas, NV | 17 décembre 2024 – Las Vegas, NV | 17 décembre 2024 – Las Vegas, NV |
|  | Bucks de Milwaukee                   | Bucks de Milwaukee               | 114                              | 114                              |                         |                         | 14 décembre 2024 – Las Vegas, NV | 14 décembre 2024 – Las Vegas, NV | 14 décembre 2024 – Las Vegas, NV | 14 décembre 2024 – Las Vegas, NV |  |  | 17 décembre 2024 – Las Vegas, NV | 17 décembre 2024 – Las Vegas, NV | 17 décembre 2024 – Las Vegas, NV | 17 décembre 2024 – Las Vegas, NV |
|  | Bucks de Milwaukee                   | Bucks de Milwaukee               | 114                              | 114                              |                         |                         | 14 décembre 2024 – Las Vegas, NV | 14 décembre 2024 – Las Vegas, NV | 14 décembre 2024 – Las Vegas, NV | 14 décembre 2024 – Las Vegas, NV |  |  | 17 décembre 2024 – Las Vegas, NV | 17 décembre 2024 – Las Vegas, NV | 17 décembre 2024 – Las Vegas, NV | 17 décembre 2024 – Las Vegas, NV |
|  | Magic d'Orlando                      | Magic d'Orlando                  | 109                              | 109                              |                         |                         | 14 décembre 2024 – Las Vegas, NV | 14 décembre 2024 – Las Vegas, NV | 14 décembre 2024 – Las Vegas, NV | 14 décembre 2024 – Las Vegas, NV |  |  | 17 décembre 2024 – Las Vegas, NV | 17 décembre 2024 – Las Vegas, NV | 17 décembre 2024 – Las Vegas, NV | 17 décembre 2024 – Las Vegas, NV |
|  | Magic d'Orlando                      | Magic d'Orlando                  | 109                              | 109                              | Bucks de Milwaukee      | Bucks de Milwaukee      | 110                              | 110                              |                                  |                                  |  |  | 17 décembre 2024 – Las Vegas, NV | 17 décembre 2024 – Las Vegas, NV | 17 décembre 2024 – Las Vegas, NV | 17 décembre 2024 – Las Vegas, NV |
|  | 11 décembre 2024 – New York, NY      |                                  |                                  |                                  | Bucks de Milwaukee      | Bucks de Milwaukee      | 110                              | 110                              |                                  |                                  |  |  | 17 décembre 2024 – Las Vegas, NV | 17 décembre 2024 – Las Vegas, NV | 17 décembre 2024 – Las Vegas, NV | 17 décembre 2024 – Las Vegas, NV |
|  |                                      |                                  | Hawks d'Atlanta                  | Hawks d'Atlanta                  | 102                     | 102                     |                                  |                                  |                                  |                                  |  |  | 17 décembre 2024 – Las Vegas, NV | 17 décembre 2024 – Las Vegas, NV | 17 décembre 2024 – Las Vegas, NV | 17 décembre 2024 – Las Vegas, NV |
|  | Knicks de New York                   | Knicks de New York               | Hawks d'Atlanta                  | Hawks d'Atlanta                  | 102                     | 102                     | 100                              | 100                              |                                  |                                  |  |  | 17 décembre 2024 – Las Vegas, NV | 17 décembre 2024 – Las Vegas, NV | 17 décembre 2024 – Las Vegas, NV | 17 décembre 2024 – Las Vegas, NV |
|  | Knicks de New York                   | Knicks de New York               | 14 décembre 2024 – Las Vegas, NV |                                  |                         |                         | 100                              | 100                              |                                  |                                  |  |  | 17 décembre 2024 – Las Vegas, NV | 17 décembre 2024 – Las Vegas, NV | 17 décembre 2024 – Las Vegas, NV | 17 décembre 2024 – Las Vegas, NV |
|  | Hawks d'Atlanta                      | Hawks d'Atlanta                  | 108                              | 108                              |                         |                         |                                  |                                  |                                  |                                  |  |  | 17 décembre 2024 – Las Vegas, NV | 17 décembre 2024 – Las Vegas, NV | 17 décembre 2024 – Las Vegas, NV | 17 décembre 2024 – Las Vegas, NV |
|  | Hawks d'Atlanta                      | Hawks d'Atlanta                  | 108                              | 108                              | Bucks de Milwaukee      | Bucks de Milwaukee      | 97                               | 97                               |                                  |                                  |  |  |                                  |                                  |                                  |                                  |
|  | 10 décembre 2024 – Oklahoma City, OK |                                  |                                  |                                  | Bucks de Milwaukee      | Bucks de Milwaukee      | 97                               | 97                               |                                  |                                  |  |  |                                  |                                  |                                  |                                  |
|  |                                      |                                  | Thunder d'Oklahoma City          | Thunder d'Oklahoma City          | 81                      | 81                      |                                  |                                  |                                  |                                  |  |  |                                  |                                  |                                  |                                  |
|  | Thunder d'Oklahoma City              | Thunder d'Oklahoma City          | Thunder d'Oklahoma City          | Thunder d'Oklahoma City          | 81                      | 81                      | 118                              | 118                              |                                  |                                  |  |  |                                  |                                  |                                  |                                  |
|  | Thunder d'Oklahoma City              | Thunder d'Oklahoma City          |                                  |                                  |                         |                         |                                  |                                  |                                  |                                  |  |  |                                  |                                  |                                  |                                  |
|  | Mavericks de Dallas                  | Mavericks de Dallas              | 104                              | 104                              |                         |                         |                                  |                                  |                                  |                                  |  |  |                                  |                                  |                                  |                                  |
|  | Mavericks de Dallas                  | Mavericks de Dallas              | 104                              | 104                              | Thunder d'Oklahoma City | Thunder d'Oklahoma City | 111                              | 111                              |                                  |                                  |  |  |                                  |                                  |                                  |                                  |
|  | 11 décembre 2024 – Houston, TX       |                                  |                                  |                                  | Thunder d'Oklahoma City | Thunder d'Oklahoma City | 111                              | 111                              |                                  |                                  |  |  |                                  |                                  |                                  |                                  |
|  |                                      |                                  | Rockets de Houston               | Rockets de Houston               | 96                      | 96                      |                                  |                                  |                                  |                                  |  |  |                                  |                                  |                                  |                                  |
|  | Rockets de Houston                   | Rockets de Houston               | Rockets de Houston               | Rockets de Houston               | 96                      | 96                      | 91                               | 91                               |                                  |                                  |  |  |                                  |                                  |                                  |                                  |
|  | Rockets de Houston                   | Rockets de Houston               |                                  |                                  |                         |                         |                                  | 91                               |                                  |                                  |  |  |                                  |                                  |                                  |                                  |
|  | Warriors de Golden State             | Warriors de Golden State         | 90                               | 90                               |                         |                         |                                  |                                  |                                  |                                  |  |  |                                  |                                  |                                  |                                  |
|  | Warriors de Golden State             | Warriors de Golden State         | 90                               | 90                               |                         |                         |                                  |                                  |                                  |                                  |  |  |                                  |                                  |                                  |                                  |
|  |                                      |                                  |                                  |                                  |                         |                         |                                  |                                  |                                  |                                  |  |  |                                  |                                  |                                  |                                  |